# Who’s That Girl (singel Darina)
Who’s That Girl – drugi singel szwedzkiego piosenkarza Darina z drugiej płyty Darin. Piosenka dotarła do szóstego miejsca Swedish Singles Chart.

## Pozycje na listach
| Lista (2005) | Pozycja |
| ------------ | ------- |
| Szwecja      | 6       |
| Finlandia    | 20      |